# 艾倫敦 (伊利諾伊州)
艾倫敦（英語：Allentown）是位於美國伊利諾伊州塔茲韋爾縣的一個非建制地區。該地的面積和人口皆未知。

## 地理
艾倫敦的座標為40°33′21″N 89°23′48″W / 40.55583°N 89.39667°W，而該地的平均海拔高度為207米（即679英尺）。